# Trpaslík (hvězda)
Trpaslík je souhrnné označení pro odlišné třídy hvězd.

## Hvězdy hlavní posloupnosti
Trpaslíky jsou nazývány hvězdy hlavní posloupnosti třídy svítivosti V. V jádrech těchto hvězd dochází k termojaderné fúzi jader vodíku na jádra hélia nazývané proton-protonový cyklus, který působí proti gravitaci a tím zajišťuje hydrostatickou rovnováhu a dlouhou životnost těchto hvězd. Čím je trpaslík větší, tím v této rovnováze probíhá fúze rychleji a životnost hvězdy se zkracuje. Současně je i vyšší teplota a tím ovlivněna i jejich barva:
- Červený trpaslík je nejmenší hvězda (0,08 až cca 1/3 hmotnosti Slunce), která má delší životnost, než je dnešní stáří vesmíru.
- Oranžový trpaslík je hvězda 0,5 až 0,8 násobku hmoty Slunce.
- Žlutý trpaslík je hvězda hlavní posloupnosti s hmotou srovnatelnou se Sluncem. Slunce je žlutý trpaslík.
- Chladný Podtrpaslík – typ hvězdy s nižší svítivostí VI, která je způsobena nízkou metalicitou.

Jde o hvězdy s relativně malým průměrem a nízkou absolutní jasností.

## Konečná stádia vývoje hvězd
- Bílý trpaslík je konečným stádiem evoluce hvězd, které nejsou dostatečně masivní, aby se z nich vytvořila supernova typu II, patří sem hvězdy do 9násobku hmoty Slunce. Vznikají gravitačním kolapsem po vyhoření paliva pro fúze a vyzařují nashromážděnou energii.
- Černý trpaslík je bílý trpaslík dostatečně ochlazen tak, že již nevyzařuje žádné viditelné světlo.
- Modrý trpaslík je malá hvězda, která je hypotetickým stádiem červeného trpaslíka po hlavní posloupnosti.
- Horký podtrpaslík – hvězda vzniklá v některých případech z červeného obra.

## Subhvězdný objekt
- Hnědý trpaslík je vesmírný objekt větší než planeta a menší než hvězda (červený trpaslík), tedy do velikosti přibližně 0,08 násobku velikosti Slunce; díky nedostatečné velikosti v něm nedochází k fúzi vodíku na hélium.